# Geschichte der Juden in Belarus
Die Geschichte der Juden in Belarus hat nach wenigen Spuren im 8. Jahrhundert n. Chr. in größerem Umfang im 14. Jahrhundert im Großfürstentum Litauen begonnen. Im Jahr 1897 erreichte im Russischen Reich die jüdische Bevölkerung Belarus 910.900 Personen oder 14,2 % der Gesamtbevölkerung. Nach dem Polnisch-Sowjetischen Krieg (1919–1920) wurde Weißrussland gemäß dem Friedensvertrag von Riga in Ostweißrussland (sowjetisch mit Minsk) und Westweißrussland (polnisch mit Brest) aufgeteilt, sodass 350.000 bis 450.000 Juden zu Polen gehörten. Vor dem Zweiten Weltkrieg stellten Juden die drittgrößte ethnische Gruppe in Belarus dar und umfassten mehr als 40 % der Stadtbevölkerung. Die Bevölkerung von Städten wie Minsk, Pinsk, Mahiljou, Babrujsk, Witebsk und Homel war zu mehr als 50 % jüdisch. Nach der sowjetischen Annexion Ostpolens 1939 einschließlich West-Weißrusslands hatte Belarus wieder 1.175.000 Juden innerhalb seiner Grenzen, darunter 275.000 Juden aus Polen, der Ukraine und anderen Regionen. Bis zu 800.000 von 900.000 – bis zu 90 % der Juden von Belarus – kamen durch den Holocaust um. In der Zeit nach 1945 wanderten viele Juden in die USA oder nach Israel aus. Nach der weißrussischen Volkszählung 2009 gab es nach eigener Zuordnung 13.705 Juden in Belarus, von denen die meisten aschkenasischen Ursprungs sind.

## Frühgeschichte
Die frühesten Spuren jüdischen Lebens seit dem 8. Jahrhundert n. Chr. weisen auf einen Handel inmitten des Raumes von Ruthenien, Groß-Litauen, Russland, dem Ostseeraum und den Flüssen Weichsel, Oder und Elbe hin. Der Ursprung der frühen Besiedlung ist spekulativ, doch weist er teilweise auf den litauischen Raum hin, teilweise nach Abraham Harkavy auf den byzantinischen Raum (Chasaren) und den Nahen Osten hin. Ab dem 12. Jahrhundert kamen Juden aus dem deutschen Raum infolge des Verfolgungsdrucks durch die Kreuzzüge. Sie brachten das Jiddisch als Sprache mit, das später die Mehrheit der Juden in Belarus sprach. Zu dieser Zeit gab noch keine größeren Städte. Die heute litauische Grenzstadt zu Belarus Eišiškės hatte jüdische Gräber aus dem späten 11. Jahrhundert.

## Im Großfürstentum Litauen und in der Union Polen-Litauen

Schtetl von Pinsk 1903

Der Großfürst von Litauen Gediminas unterwarf Kiew und Wolhynien (1320–1321) und lud die dort lebenden Juden zur Ansiedlung im nördlichen Teil seines Reiches ein. Sie erwarben Wohlstand und beteiligten sich am Aufbau der Städte. In Brest (1388), Hrodna, Trakai (1389), Luzk erhielten sie von Vytautas dem Großen großzügige Privilegien mit einer gewissen Autonomie. 1386 wurden Polen und Litauen durch eine Personalunion verbunden, die 1569 zur Union von Lublin führte. In diesen Jahrhunderten lebten die Juden meist in Sicherheit, nur wenig angegriffen durch christliche Eiferer der christlichen Konfessionen, jedoch gab es immer wieder Unterbrechungen wie die Ausweisung der Juden aus Litauen von 1495 bis 1503 oder den großen Chmielnicki-Aufstand der Kosaken 1648–1654 mit Pogromen. Das typische jüdische Schtetl mit wenigen tausend Einwohnern und mit einer hohen Autonomie entstand in diesem Raum. Die jüdische Kultur stand im Schatten größerer Zentren wie vor allem in Vilnius, auf dem Land erblühte seit dem 18. Jh. der Chassidismus.

## Im Zarenreich Russland
Mit den drei polnischen Teilungen seit 1772 bis 1795 kam das weißrussische Gebiet zu Russland. Die Juden blieben lange von den Pogromen im übrigen Russischen Reich noch verschont und behielten viele Rechte. Doch nahm der Antisemitismus insgesamt zu, sodass Ende des 19. Jahrhunderts viele Juden, nicht wenige aus dem weißrussischen Gebiet, in die USA, nach Südafrika und als frühe Zionisten nach Palästina auswanderten. Auch entstand eine jüdische sozialistische Arbeiterbewegung in den Städten, so der Bundismus in Minsk, wo 1897 der Allgemeine Jüdischer Arbeiterbund gegründet wurde. Sozialistische Parteien wie dieser waren 1918 an der Gründung der Weißrussischen Volksrepublik nach dem verlorenen Ersten Weltkrieg und der Oktoberrevolution in Russland beteiligt. Viele sozialistische Politiker im späteren Israel stammen aus Belarus.

## Zwischenkriegszeit und Zweiter Weltkrieg

Curzon-Linie teilt 1921 Belarus auf

Der Polnisch-Sowjetische Krieg 1919–1921 zog über Weißrussland hinweg und zog die Grenzen Sowjetrusslands nach Osten zurück. Die polnische Armee verübte Massaker an den Juden wie in Pinsk am 5. April 1919 mit 35 Toten. Daher suchten diese oft Schutz bei der Roten Armee. Jan Borissowitsch Gamarnik wurde ein bolschewistischer Funktionär in der Weißrussischen Sozialistischen Sowjetrepublik. Durch die Teilung in Ost- und Westbelarus entstanden unterschiedliche politische Kulturen. Im Westen herrschte ein hoher Polonisierungsdruck und die Armut war größer. Dagegen galt Jiddisch im Osten als offizielle Landessprache neben mehreren anderen, die Region war in den 1920ern etwas wohlhabender, doch wurde die traditionelle jüdische Glaubenspraxis unterdrückt. Der Holodomor 1932/33 betraf Belarus kaum weniger stark als die Ukraine. Mit Stalin kehrte ein noch stärkerer Antisemitismus in den 1930er Jahren zurück, der auch die Zahl der jüdischen NKWD-Offiziere absenkte und die Bedrohung aus dieser Richtung verstärkte. Im Großen Terror von 1937 fand die Erschießung belarussischer Kulturschaffender unter Boris Berman statt, darunter mehrere Juden.
Durch die Vierte Teilung Polens 1939 fiel Weißrussland zurück zur Sowjetunion, wo die jüdische Bevölkerung vorübergehend vor der Vernichtungspolitik Hitlerdeutschlands geschützt war. Nur die aus Polen kommende weißrussische Intelligenz, darunter 218 Schriftsteller, fand durch eine Säuberung des NKWD 1940 den Tod, ähnlich der polnischen, viele weitere wurden in den Gulag geschickt. Doch ab Juni 1941 traf die Juden die totale Verfolgung durch SS-Einsatzgruppen in vollem Umfang. Belarus gehörte zu den primären „Bloodlands“ (2010), wie Timothy Snyder den von Bolschewisten und Nationalsozialisten nacheinander missbrauchten Vernichtungsraum nennt.

## Sowjetische Zeit nach 1945 und Neugründung von Belarus 1991

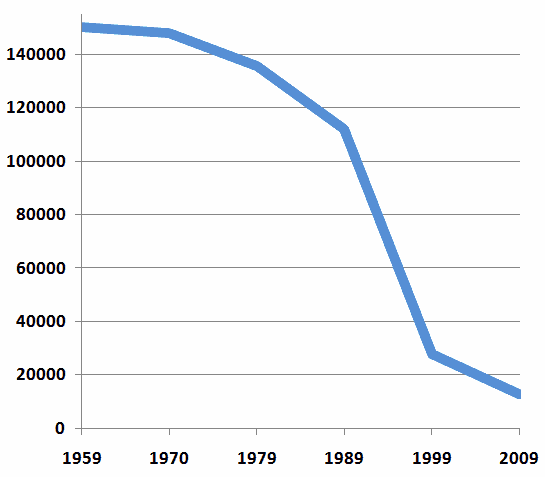
Zahl der Juden in Belarus 1959 bis 2009

Nach 1945 lebten noch über 150.000 Juden in Weißrussland, doch reduzierte eine Auswanderung in mehreren Wellen diese Zahl auf nur noch über 100.000 Personen um 1990. Die Zielländer waren für Zionisten Israel und für andere die USA, die dem Sowjetsystem zu entkommen versuchten. Mit der Auflösung der UdSSR 1991 setzte eine postsowjetische Auswanderung ein, die die Zahl inzwischen auf etwa 13.000 Personen (2009) sinken ließ. Bis 2021 hat sich dieser Trend fortgesetzt. Ursache ist ein anhaltender Antisemitismus, der bis zum Präsidenten Aljaksandr Lukaschenka reicht.

## Prominente jüdischer Herkunft (oder mit jüdischen Vorfahren) aus Belarus
- Schores Alfjorow (1930–2019), Physiker, Nobelpreis (2000)
- Lew Wygotski (1896–1934), Psychologe
- Lera Boroditsky (* 1976), Kognitionspsychologin
- Noam Chomsky (* 1928), Linguist
- Eliezer Ben-Jehuda (1858–1922), Linguist und Vater des Neuhebräisch
- Paul Krugman (* 1953), Ökonom, Nobelpreis (2008)
- Alexander Parvus (1867–1924), Revolutionär
- Chaim Weizmann (1874–1952), Prasident Israels
- Schimon Peres (1923–2016), Israelischer Premier, Nobelpreis (1994)
- Menachem Begin (1913–1992), Israelischer Premier, Nobelpreis (1978)
- Jitzchak Rabin (1922–1995), Israelischer Premier
- Jitzchak Schamir (1915–2012), Israelischer Premier
- Ayn Rand (1905–1982), politische Philosophin
- Irving Berlin (1888–1989), Komponist
- Marc Chagall (1887–1985), Maler
- Ossip Zadkine (1888–1967), Bildhauer
- Kirk Douglas (1916–2020), Schauspieler
- Harrison Ford (* 1942), Schauspieler
- Scarlett Johansson (* 1984), Schauspielerin

## Einzelbelege
1. 1 2  The YIVO Encyclopedia of Jews in Eastern Europe. Abgerufen am 14. Juli 2025.
2. ↑  John-Paul Himka, University of Nebraska (Hrsg.): Bringing the dark past to light: the reception of the Holocaust in postcommunist Europe. University of Nebraska Press, Lincoln 2013, ISBN 978-0-8032-4647-8.
3. ↑  POPULATION CENSUS' 2009. Archiviert vom Original (nicht mehr online verfügbar) am 6. Juli 2011; abgerufen am 14. Juli 2025.
4. 1 2  Belarus. In: European Jewish Congress. 25. September 2024, abgerufen am 14. Juli 2025 (amerikanisches Englisch).
5. ↑  Dovid Katz: Lithuanian Jewish culture. Baltos Lankos; distributed by Central European University Press, Vilnius, Lithuania; Budapest; New York 2010, ISBN 978-963-9776-51-7.
6. ↑  Frank Nesemann: Versunkene Welten – Geschichte und Kultur der Juden Weißrusslands. In: OWEP. Februar 2004, abgerufen am 14. Juli 2025.
7. ↑  Filip Busau: Gerush Lita: Die Ausweisung der Juden aus dem Großfürstentum Litauen, 1495–1503. (academia.edu [abgerufen am 14. Juli 2025]).
8. ↑  Serhii Plokhy: Das Tor Europas. Die Geschichte der Ukraine. Hoffmann und Campe, Hamburg 2022, S. 155–168. ISBN 978-3-455-01526-3
9. ↑  Heiko Haumann: Geschichte der Ostjuden. dtv, München 1998, ISBN 3-423-30663-7, S. 53 ff.
10. ↑  Dmitrij Romanovskij: Belarus und Weimar-Deutschland: wirtschaftliche, wissenschaftlich-technische und kulturelle Beziehungen. Disserta-Verl, Hamburg 2015, ISBN 978-3-95935-040-2.
11. ↑  Jerzy Tomaszewski: Pińsk, Saturday 5 April, 1919. In: Poles and Jews: Renewing the Dialogue (= Polin: Studies in Polish Jewry). Liverpool University Press, 2004, ISBN 1-904113-17-6, S. 227–251 (cambridge.org [abgerufen am 14. Juli 2025]).
12. ↑  The Role of Belarus in the Holodomor Tragedy. In: mexicohistorico.com. Abgerufen am 14. Juli 2025.
13. ↑  Matthias Uhl: "Und deshalb besteht die Aufgabe darin, die Aufklärung wieder auf die Füße zu stellen" - Zu den Großen Säuberungen  in der sowjetischen Militärspionage 1937/38. In: Hermann Weber, Ulrich Mählert (Hrsg.): Verbrechen im Namen der Idee: Terror im Kommunismus 1936 - 1938. Nr. 8152. Aufbau-Taschenbuch, Berlin 2007, ISBN 978-3-7466-8152-8, S. 124–142.
14. ↑  Wolfgang Templin: Der Kampf um Polen: die abenteuerliche Geschichte der Zweiten Polnischen Republik 1918–1939 (= Schriftenreihe / Bundeszentrale für Politische Bildung. Band 10335). Sonderausgabe Auflage. Bonn 2018, ISBN 978-3-7425-0335-0.
15. ↑  Janka Belarus: Stalins Terror in Belarus: Die Nacht der erschossenen Dichter. In: Die Tageszeitung: taz. 6. November 2022, ISSN 0931-9085 (taz.de [abgerufen am 14. Juli 2025]).
16. ↑  The Atlantic on Jews in the NKVD | Roman (was) in Ukraine. 29. November 2015, abgerufen am 14. Juli 2025 (amerikanisches Englisch).
17. ↑  Timothy Snyder: Bloodlands: Europa zwischen Hitler und Stalin (= Schriftenreihe. Band 1213). Lizenzausg Auflage. Bundeszentrale für Politische Bildung, Bonn 2011, ISBN 978-3-8389-0213-5, S. 9 f.
18. ↑  Aliyah to Israel Increased by 31 % in 2021 | The Jewish Agency. In: The Jewish Agency for Israel – U.S. 11. Oktober 2021, abgerufen am 14. Juli 2025 (amerikanisches Englisch).
19. ↑  Antisemitismus, wo es fast keine Juden gibt. Deutsche Welle, 13. Juni 2017, abgerufen am 14. Juli 2025.
20. ↑  Zentralrat der Juden in Deutschland: „Lukaschenko demonstriert seinen offenen Antisemitismus“. In: Jüdische Allgemeine. 7. Juli 2021, abgerufen am 14. Juli 2025.